# Most (film)
Most (německy Die Brücke) je německý film z roku 1959. Film se odehrává v dubnu 1945, když sedm 16letých chlapců z jedné školy dostane povolávací rozkaz. Jelikož šlo vlastně ještě o děti a jejich učitel vysvětlil jejich veliteli, že by nedokázali na frontě přežít, dostali za úkol chránit most (který má nakonec vyletět do povětří) ve městě, kde žijí. Nakonec po bitvě s třemi americkými tanky, americkou pěchotou a po přestřelce s vlastními ženisty zůstane naživu jen jeden.

## Postavy
- Folker Bohnet: Hans Scholten
- Fritz Wepper: Albert Mutz
- Michael Hinz: Walter Forst
- Frank Glaubrecht: Jürgen Borchert
- Karl Michael Balzer: Karl Horber
- Volker Lechtenbrink: Klaus Hager
- Günther Hoffmann: Sigi Bernhard
- Cordula Trantow: Franziska
- Eva Vaitl: Jürgenova Matka
- Ruth Hausmeister: Albertova matka
- Trude Breitschopf: Walterova matka
- Hans Elwenspoek: Walterův Otec
- Klaus Hellmold: Karlův otec
- Edith Schultze-Westrum: Sigiho matka
- Wolfgang Stumpf: učitel Stern
- Günter Pfitzmann: seržant Heilmann
- Vicco von Bülow: štábní rotmistr Zeisler
- Heinz Spitzner: kapitán Fröhlich
- Siegfried Schürenberg: podplukovník Bütov
- Georg Lehn: sežant demoliční čety
- Hans Oettl: policista Wollschläger
- Heini Göbel: seržant rady
- Herma Hochwarter: služka Forstrových
- Edeltraut Elsner: služka Horberových Barbara

## Chyby
- Americké tanky měly německé korbové kulomety MG 42.[zdroj?]
- Jürgen má na stromě jako svoji zbraň StG 44, ale když z ní poprvé vystřelí, tak má samopal MP 40 s pažbou.[zdroj?]